# 33261 Ginagarlie
33261 Ginagarlie è un asteroide della fascia principale. Scoperto nel 1998, presenta un'orbita caratterizzata da un semiasse maggiore pari a 2,7639099 UA e da un'eccentricità di 0,0180405, inclinata di 5,48433° rispetto all'eclittica.